# Урюпинск
Урю́пинск — город в России, административный центр Урюпинского района Волгоградской области (не входит в состав района). 
Урюпинск самый западный город области, расположен в 340 километрах к северо-западу от Волгограда, на левом берегу Хопра. В городе есть конечная железнодорожная станция (тупиковая) Урюпино. Город областного значения, образует городской округ. Население — 36 669 человек (2021). Урюпинск в прессе и литературе нередко называют «Столицей российской провинции». Урюпинск некоторые называют «тёплой столицей России», «самым тёплым городом страны» благодаря самобытному народному промыслу — художественному вязанию платков, носков и прочих изделий из козьего пуха.

## История
Урюпинск — старинный центр хопёрских казаков, с которыми связывают бродников и брадасов, вероятно, ранее населявших эти местности — Червлёный Яр. В Комиссионном списке I Новгородской летописи (XIV век) упоминается город Урюпеск, «в верхь Дону». Имелся же в виду город Урюпинск (станица Урюпинская) на Хопре. Городок под именем Урюпеск числится и в летописном «Списке русских городов дальних и ближних» как пограничная крепость Великого Рязанского княжества, входившего некоторое время в состав так называемой Золотой Орды. 
В середине XIV века возник спор между Сарайским и Рязанским епископами о том, кому в церковно-административном отношении подчинены христиане Червлёного Яра. Автор «Списка русских городов дальних и ближних» причислил «Урюпеск» к Рязанским городам.
Возможно, Урюпинск был кем-то разрушен (в Смутное время или ещё раньше) и основан заново в 1618 году (документальных подтверждений этой даты нет). 
С XVIII века — станица Урюпинская. Станица Урюпинская являлась центром Хопёрского округа области Войска Донского. По переписи 1897 года население составляло 11 286 человек, из них: дворян — 569 чел., казаков и иногородних — 3928 чел., иностранных подданных — 1 чел.
Согласно алфавитному списку населённых мест области Войска Донского 1915 года, в станице проживало 5782 мужчины и 6316 женщин, земельный надел станицы составляя 25 354 десятины земли, располагались управление окружного атамана, окружной земский совет, окружной предводитель дворянства, почтово-телеграфная контора, реальное училище, женская гимназия, городское училище, женское 4-классное училище, два двухклассных училища, два приходских училища, военно-ремесленная школа, окружная больница, комитет Российского общества Красного Креста, пожарная дружина, торгово-промышленное общество взаимного кредита, Усть-Медведицкий окружной суд, следователи трёх участков, нотариус, тюрьма и другие должностные лица и учреждения.

Уполномоченный ВЦИК, посетивший в 1919 году станицу Урюпинскую Хопёрского округа, докладывал:
 «Смертные приговоры сыпались пачками, причём часто расстреливались люди совершенно невинные, старики, старухи, дети. … Расстреливали по подозрению в спекуляции, шпионстве. Достаточно было ненормальному в психическом отношении [председателю ревтрибунала] Демину во время заседания трибунала заявить, что ему подсудимый известен как контрреволюционер, чтобы трибунал, не имея никаких других данных, приговаривал человека к расстрелу…»
В 1921 году станица была включена в состав Царицынской губернии. С 1928 года — административный центр Урюпинского района Хопёрского округа (упразднён в 1930 году) Нижне-Волжского края. Постановлением ВЦИК от 07 января 1929 года протокол № 90 станица Урюпинская преобразована в город Урюпинск.
Во время Великой Отечественной войны ни в городе, ни в окрестностях боевые действия не велись, однако город подвергался авианалётам.
В 1954—1957 годах Урюпинск входил в состав Балашовской области. С 1954 года — город областного подчинения.

## Название города
Существует немало народных версий происхождения названия этого города. Например, название связывается с татарским князем Урюпом, который якобы во время поединка с Ермаком увяз в болоте в этих местах и был пленён. Данная версия представляет собой анахронизм. По другой версии, название связано с фамилией Урюпин или же со словом урюпа, означающим в словаре Даля «неряха, разгильдяй», что в данном контексте может относиться не к человеку, а к дикой, болотистой местности (в Нижегородской губернии часто встречаются образованные о данного слова фамилии Урюпин и Урюпов). Также связывают название с рубом: «у руба», что означает «у крутого обрыва (реки)».
В современном русском словоупотреблении ойконим Урюпинск активно используется в метонимической функции при нежелании или невозможности обозначить имя реального, как правило, глубоко провинциального русского города. Название довольно часто употребляется как экземплификант в значении «глубинки», маленького городка с простодушными жителями. Данное использование этого слова стало распространено благодаря фильму «Судьба человека» по рассказу Шолохова, действие которого происходит в этом городе. В 2005 году в городе открыт памятник героям данной книги, который расположен около бывшей «Чайной» в переулке Дзержинского.[значимость факта?]

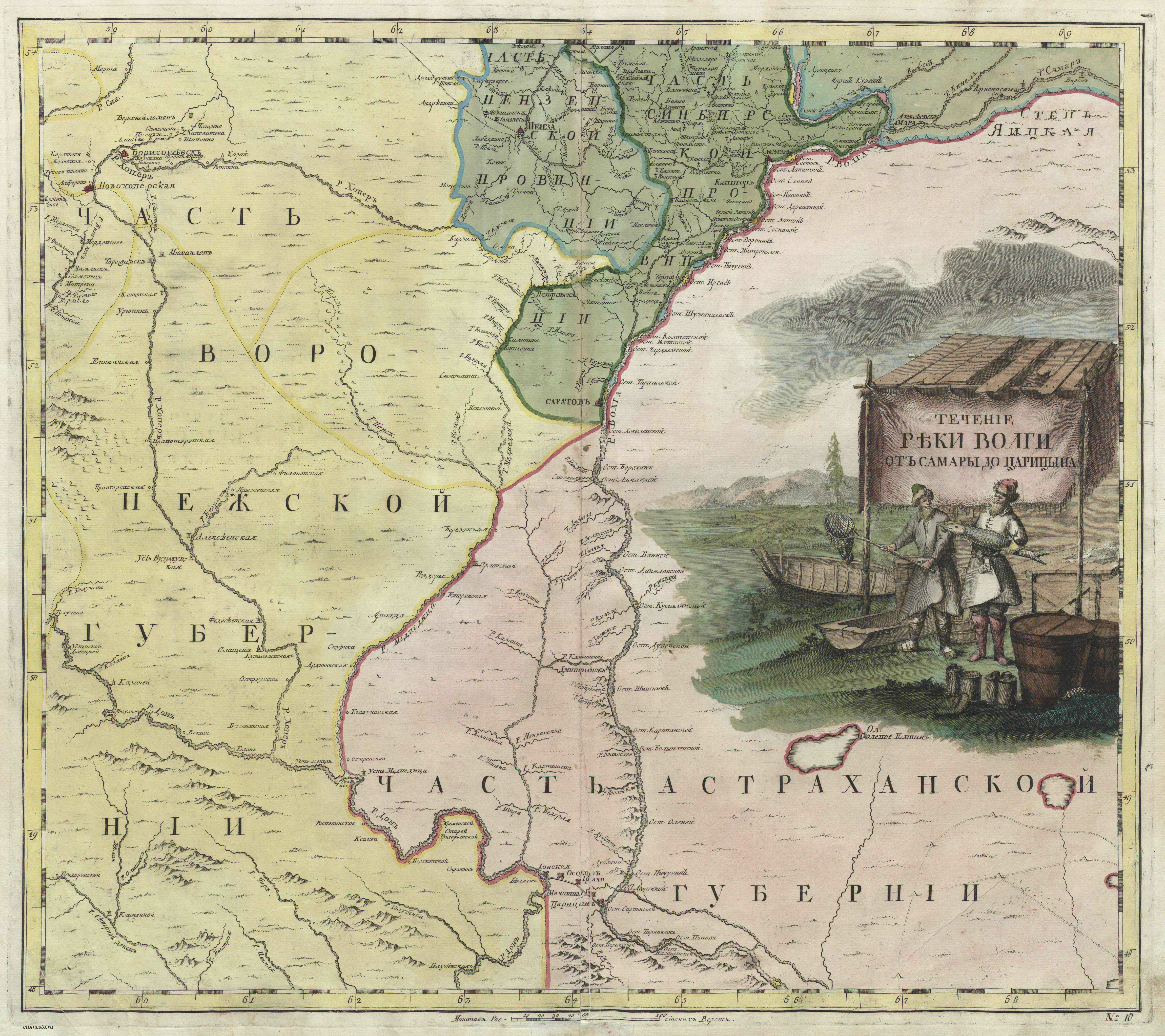
Урюпин (левый верхний угол), на карте течения реки Волги от Самары до Царицына, 1745 года.

## Климат
Климат умеренный континентальный. Лето жаркое. Увлажнение недостаточное, по сезонам распределено равномерно.
| Показатель              | Янв. | Фев. | Март | Апр. | Май  | Июнь | Июль | Авг. | Сен. | Окт. | Нояб. | Дек. | Год |
| ----------------------- | ---- | ---- | ---- | ---- | ---- | ---- | ---- | ---- | ---- | ---- | ----- | ---- | --- |
| Средняя температура, °C | −6,6 | −7   | −1,6 | 8,3  | 15,3 | 19,4 | 21,4 | 20,1 | 14,0 | 7,1  | −0,3  | −5,3 | 7,1 |
| Норма осадков, мм       | 31   | 25   | 25   | 24   | 38   | 58   | 59   | 32   | 46   | 36   | 40    | 34   | 448 |
| Источник:               |      |      |      |      |      |      |      |      |      |      |       |      |     |

| Показатель                         | Янв. | Фев.  | Март  | Апр.  | Май  | Июнь | Июль | Авг. | Сен. | Окт.  | Нояб. | Дек.  |
| ---------------------------------- | ---- | ----- | ----- | ----- | ---- | ---- | ---- | ---- | ---- | ----- | ----- | ----- |
| Абсолютный максимум, °C            | 11,1 | 11,2  | 19,7  | 28,6  | 36,2 | 39,5 | 42,1 | 41,1 | 35,5 | 29,1  | 17,9  | 12,3  |
| Средний суточный максимум, °C      | −3,8 | −3,6  | 2,6   | 14,8  | 22,4 | 26,2 | 28,2 | 27,4 | 20,6 | 12,0  | 3,0   | −2    |
| Средняя температура, °C            | −6,9 | −7,1  | −1,3  | 8,9   | 15,7 | 19,7 | 21,7 | 20,5 | 14,6 | 7,5   | 0,1   | −4,8  |
| Средний суточный минимум, °C       | −10  | −10,6 | −5,3  | 3,0   | 8,9  | 13,2 | 15,2 | 13,5 | 8,6  | 3,1   | −2,7  | −7,6  |
| Абсолютный минимум, °C             | −34  | −38,6 | −30,4 | −16,8 | −4   | 1,5  | 4,7  | 2,3  | −5   | −10,1 | −25,4 | −32,3 |
| Норма осадков, мм                  | 31,0 | 24,1  | 24,7  | 23,8  | 41,6 | 58,0 | 56,5 | 33,2 | 47,5 | 36,4  | 38,0  | 34,1  |
| Источник: Климат и погода Урюпинск |      |       |       |       |      |      |      |      |      |       |       |       |

## Население
| 1859 | 1873 | 1897  | 1915  | 1920  | 1939  |
| ---- | ---- | ----- | ----- | ----- | ----- |
| 2661 | 3267 | 11284 | 12098 | 11969 | 21686 |

| 1897    | 1931    | 1959    | 1967    | 1970    | 1979    | 1989    | 1992    | 1996    | 1998    | 2002    | 2003    |
| ------- | ------- | ------- | ------- | ------- | ------- | ------- | ------- | ------- | ------- | ------- | ------- |
| 11 284  | ↗17 300 | ↗31 546 | ↗35 000 | ↗38 192 | ↗40 229 | ↗42 954 | ↗43 700 | ↗44 200 | ↘43 600 | ↘41 960 | ↗42 000 |
| 2005    | 2006    | 2007    | 2008    | 2009    | 2010    | 2011    | 2012    | 2013    | 2014    | 2015    | 2016    |
| ↘41 400 | ↘41 100 | ↘40 700 | ↘40 400 | ↘40 133 | ↗41 590 | ↗41 600 | ↘40 825 | ↘40 142 | ↘39 548 | ↘39 171 | ↘38 758 |
| 2017    | 2018    | 2019    | 2020    | 2021    |         |         |         |         |         |         |         |
| ↘38 267 | ↘37 620 | ↘37 109 | ↘36 704 | ↘36 669 |         |         |         |         |         |         |         |

На 1 января 2025 года по численности населения город находился на 436-м месте из 1124 городов Российской Федерации.
Национальный состав
По итогам переписи населения 2020 года проживали следующие национальности (национальности менее 0,1 % и другое см. в сноске к строке «Другие»):
| Национальность | Численность, чел. | Доля     |
| -------------- | ----------------- | -------- |
| Русские        | 31 920            | 87,05 %  |
| Цыгане         | 95                | 0,26 %   |
| Украинцы       | 85                | 0,23 %   |
| Азербайджанцы  | 42                | 0,11 %   |
| Другие         | 4527              | 12,35 %  |
| Итого          | 36 669            | 100,00 % |

## Местное самоуправление
Городской округ город Урюпинск, в состав которого входит Урюпинск, образован 21 февраля 2005 года в соответствии с Законом Волгоградской области № 1008-ОД «Об установлении границ и наделении статусом города Урюпинска Волгоградской области». Администрация городского округа формируется главой администрации городского округа.
Урюпинская городская Дума избирается в составе 21 депутата.
Главы городского округа город Урюпинск — Председатели Урюпинской городской Думы:
- 1995—2005 — Сушко Валерий Павлович
- 2005—2014 — Горняков Сергей Васильевич
- 2014—2019 — Чермашенцева Элла Гедиминовна
- с 2019 — Хорошеньков Юрий Николаевич

Хорошеньков одновременно является главой администрации муниципального образования с 2008 года.

## Экономика
В городе имеются:

Памятник Ленину

- ОАО «Урюпинский маслоэкстракционный завод» — производство подсолнечного масла;
- ООО "Завод Автотехнологи" - производство сельскохозяйственной и коммунальной техники.
- ОАО «Урюпинский крановый завод» — машиностроительное предприятие[50];
- Завод «ХОУПАК» (Хопёрская упаковка) — производство упаковки для пищевых продуктов;
- Компания «Агромаш» — производство сельскохозяйственной техники[51];
- ОАО «Урюпинский элеватор»;
- Хлебозавод;
- Мебельная фабрика «Рия»[52];
- Трикотажная фабрика.

## Транспорт
- Вокзал (автобусный, железнодорожный — тупиковая станция «Урюпино»). С конца 2011 года пассажирское движение по станции отсутствовало в связи с низким спросом на услуги[53]; до этого времени в город ходил поезд «Урюпинск—Волгоград». Ближайшая функционирующая к Урюпинску ж.д. станция — Алексиково.  С 1 января 2021 года, открыто движение пригородных поездов по маршруту Арчеда-Урюпино. С 1 мая 2021 года, открыто движение пригородных поездов по маршруту Волгоград-Урюпино[54].
- Автомобильный мост через реку Хопёр;
- Съезд к городу Урюпинску от автодороги федерального значения М-6 «Каспий»

## Культура
- Художественно-краеведческий музей с экспозицией, посвящённой художнику И. И. Машкову.
- Кинотеатр «Мир».
- Покровский собор. Кафедральный собор Урюпинской и Новоаннинской епархии РПЦ.
- Театрально-досуговый центр «Юбилейный»[55].

## Образование
- Урюпинский колледж бизнеса Волгоградского института бизнеса.
- Урюпинский филиал ГБОУ СПО «Волгоградский медицинский колледж».
- ГБОУ СПО «Урюпинский агропромышленный техникум».

## Достопримечательности

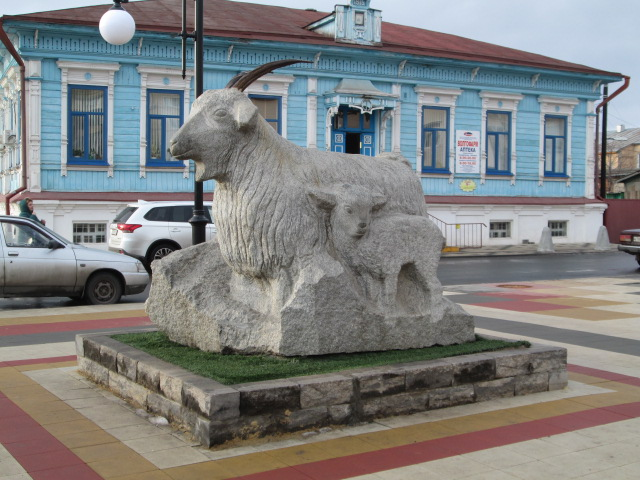
Памятник козе

- Памятник козе. Был открыт 16 сентября 2000 года, в день 382-й годовщины Урюпинска. Скульпторы — Виктор Фетисов и Олег Дедов из Волгограда.
- Музей козы. Открыт в 2003 году.
- Скульптурная композиция «Рукодельницы». Была открыта 20 сентября 2009 года. Скульптор — Леонид Ковалев из Екатеринбурга.[56]
- Памятник героям повести М. А. Шолохова «Судьба человека».
- Музей аптечного дела в городской аптеке.
- Памятник налоговому инспектору.
- Памятник анекдоту. Открыт в апреле 2019 года в Вишневом сквере. Композиция представляет собой отлитые в бронзе фигуры студента, сидящего за партой, и профессора, прохаживающегося вдоль ряда. Вес памятника — 700 килограммов. Автор композиции скульптор Алексей Варлашин [57].

## Интересный факт
- В Урюпинске выведена порода голубей урюпинские синие[58].